# Рассказы братьев Стругацких

Братья Аркадий и Борис Стругацкие в 1965 году

Братья Стругацкие, известные прежде всего своими фантастическими повестями и романами, между 1955 и 1963 годами написали около пятидесяти рассказов и других произведений малой формы.
Первое законченное произведение А. Н. Стругацкого, рукопись которого сохранилась, — рассказ «Как погиб Канг», написанный в 1946 году. Первые литературные опыты Б. Н. Стругацкого относились к середине 1950-х годов. Примерно в 1955 году братья попытались разработать технику работы вдвоём, в результате появился рассказ-буриме «Песчаная горячка», опубликованный только в 1991 году. В дальнейшем братья Стругацкие параллельно работали над произведениями крупной формы — повестями и романами — и продолжали писать рассказы, причём сюжетная идея, как правило, разрабатывалась одним из соавторов, а совместная работа шла уже на завершающей стадии.
Первый опубликованный рассказ — «Извне» — был написан в 1957 году и напечатан в 1958 году в журнале «Техника — молодёжи». Практически сразу он был расширен до повести в трёх рассказах, увидевшей свет ещё через два года. Часть произведений малой формы конца 1950-х годов составили роман (определяемый также как повесть или цикл рассказов) «Полдень, XXII век» (1962). Некоторые рассказы, особенно «Шесть спичек», были популярны, многократно переиздавались и переводились на иностранные языки.
К 1963 году братья-соавторы, по собственным словам, осознали, что им «неинтересно» писать рассказы, и более не обращались к этому жанру. Ранее опубликованные произведения малой формы в 1970—1980-х годах редко и нерегулярно переиздавались. В 1990—2000-х годах в составе собраний сочинений увидели свет многие архивные тексты, не предназначавшиеся к публикации либо «забракованные» соавторами. Некоторые наброски и сюжеты использовались в других произведениях фантастов; в автобиографическом романе «Хромая судьба» ранние рассказы писателей поданы чрезвычайно самокритично, с жёсткой самоиронией. История создания большинства рассказов изложена в «Комментариях к пройденному» Бориса Стругацкого, написанных для собрания сочинений издательства «Сталкер» и вышедших отдельной книгой в 2003 году.

## Раннее литературное творчество

### Первые литературные опыты Аркадия Стругацкого
По воспоминаниям Б. Н. Стругацкого, его брат Аркадий (8 годами старше) в Ленинграде перед началом Великой Отечественной войны написал «зубодробительный» фантастический роман «Находка майора Ковалёва», переписанный от руки в двух школьных тетрадках. Эта рукопись безвозвратно пропала во время Блокады (по другой версии — была «замотана» школьными друзьями). Аркадий Стругацкий пробовал также сочинять стихи и даже выпускал в школе «литературный журнал» — в виде тетрадки с иллюстрациями авторов-издателей. Продолжение эти занятия получили во время обучения в Военном институте иностранных языков после 1943 года в Москве.

#### «Как погиб Канг»

Поединок Канга со спрутом. Иллюстрация А. Стругацкого из рукописи рассказа

Самым ранним из сохранившихся произведений А. Н. Стругацкого стал рассказ «Как погиб Канг». Рукопись представляет собой самодельную тетрадку в 14 листов, текст написан чёрной тушью и снабжён иллюстрациями автора. Рассказ датирован 29 мая 1946 года, временем, когда 20-летний курсант Военного института иностранных языков Аркадий Стругацкий был откомандирован в распоряжение МВД Татарии в качестве переводчика с японского на следствие при подготовке Токийского процесса. 27 апреля 1946 года А. Н. Стругацкий писал из Казани брату, что на него сильное впечатление произвёл рассказ А. Казанцева «Взрыв» и это побуждает, «используя минутки свободного времени, катануть что-нибудь подобное». А. В. Снигирев предполагал, что претекстом явился рассказ Герберта Уэллса «Пираты морских глубин».
Рассказ пролежал в архиве писателей до 2001 года, когда впервые был опубликован в собрании сочинений издательства «Сталкер». Далее он переиздавался и в 2010 году был выпущен в переводе на чешский язык.
В тексте идёт речь об огромном глубоководном хищнике — Канге (на иллюстрациях Аркадия Стругацкого он выглядит как архаичная рептилия — нечто среднее между плезиозавром и ихтиозавром). Непонятная сила, на уровне инстинкта, заставляет Канга подняться на поверхность и вмешаться в сражение подводной лодки и эсминца. Канг топит подводную лодку, но погибает от орудий эсминца. Сюжет, по-видимому, был навеян ещё довоенными книгами о подводном мире («Тайны морских глубин» Биба и «Следы на камне» Максвелл-Рида) и инспирирован мрачными условиями допросов и содержания подследственных. По мнению А. Скаландиса, «…рассказ весьма наивный, ученический, но уже вполне сделанный, грамотный, легко читаемый…» Тематика его — «рывок к свободе, к свету, за пределы опостылевшего мрачного мира» — определяла творчество Стругацких много десятилетий спустя.

#### «Первые»
Во время службы дивизионным переводчиком на Камчатке А. Н. Стругацкий пытался писать и большую фантастическую повесть. Следы работы над нею остались в «наброске», известном под названием «Первые». Позднее сюжетная идея и сам текст был использован в «Стране багровых туч». Речь шла об экипаже советских космонавтов, отправленных на Венеру, чтобы пробиться к берегам «Голконды». Из-за гибели звездолёта израненные Командир, Инженер и Доктор, лишённые возможности вернуться, принимают решение выполнить задачу своей экспедиции. Оба рукописных варианта увидели свет в 2005 году в антологии «Неизвестные Стругацкие». Ранний, законченный вариант в отдельной тетрадке датирован мартом 1953 года. Конец его мрачен, но оптимистичен: хотя экипаж гибнет в полном составе, рассказ завершается фразой «Крепость пала, но гарнизон победил».

#### «Творения юношеских лет»
Папка под таким названием содержала рукописные материалы, написанные Аркадием Стругацким во время учёбы и службы на Камчатке. Кроме авторских работ Аркадия Натановича, в папке представлено начало перевода повести Р. Киплинга «Сталки и компания» (три главы черновика и полторы перебелённые главы) и перевод рассказа У. Джекобса «Тигровая шкура». Материалы самые разнообразные — например, в переписке Аркадия Стругацкого октября 1952—1953 года вынашивается замысел повести о «новом Тарзане», получившем имя Румата. С февраля 1953 года появляются идеи и заметки масштабного художественного полотна о Венере, которые впоследствии легли в основу «Страны багровых туч», в том числе «Первые».
Уже тогда А. Стругацкий демонстрировал определённые литературные амбиции: рассказ «Случай в карауле» про попытку диверсантов прорваться через границу СССР был послан в хабаровскую газету «Суворовский натиск», что упоминалось в письме от 6 сентября 1953 года. Дальнейшее было описано в романе «Хромая судьба»:

…До чего же хотелось увидеть свое имя напечатанным, почувствовать себя писателем, выставить напоказ клеймо любимца муз и Аполлона! И какое же это было горькое разочарование, когда «Суворовский натиск», дай бог ему здоровья, завернул мне мою рукопись под вежливым предлогом, что «Случай в карауле» не является типичным для нашей армии! Святые слова.
Впервые рассказ был опубликован в электронной версии «Полного собрания сочинений» (2015 год), после чего неоднократно выходил в составе сборников раннего творчества Стругацких.

#### «Четвёртое царство (На грани возможного)»
Б. Н. Стругацкий определял этот текст как «большой рассказ (или маленькую повесть?)». По его утверждению, работа над повестью велась А. Н. Стругацким весной — летом 1952 года на Камчатке. Только в 2015 году хранительница архива Стругацких С. П. Бондаренко обнаружила титульную страницу беловика, на которой была поставлена дата «лето 1955 года». В переписке с братом «Четвёртое царство» упоминается в послании от 14 марта 1955 года. В разных письмах сохранились и другие следы первоначального замысла; рассказ назывался тогда «Синяя туча Акадзи». Текст, разбитый на четыре главки, был выдержан в духе фантастики ближнего прицела. Основная сюжетная линия строится вокруг разоблачения японских и американских шпионов, которые стремятся вывезти из СССР образцы небелковой жизни, питающейся продуктами радиоактивного распада. То же фантастическое допущение позднее было использовано в повести «Страна багровых туч». Архивный текст впервые был опубликован в собрании сочинений «Сталкера» (2001) и переиздавался в мягкой обложке в серии «Миры братьев Стругацких» (2006). В Саранске в 2015 году малым тиражом вышло единственное отдельное издание повести. Специальных исследований и литературно-критического рассмотрения «Четвёртого царства» не проводилось.
Доктор культурологии А. Б. Танасейчук (Мордовский государственный университет имени Н. П. Огарёва) отмечал сложности в жанровой классификации текста «Четвёртого царства», который может и относиться к военным приключениям, и характеризоваться как шпионский триллер или детектив. Смешение фантастического допущения с патриотической историей о пограничниках не было оригинальным, а типично для советской фантастики сталинской эпохи, Аркадий Стругацкий всецело находился в русле сложившейся традиции. При этом, с точки зрения А. Танасейчука, текст «Четвёртого царства» качественный и по литературным достоинствам не уступает, а то и превосходит сочинения тогдашних «мэтров» шпионского романа (Н. Автократов, Н. Шпанов, Ю. Долгушин, С. Беляев). В рассказе представлена развитая интрига, герои весьма «выпуклые», человечные и искренние. «…Каким должен быть настоящий советский командир? В 1950-е годы он, разумеется, может быть только таким, как полковник Крюков: „слуга Отечеству, отец солдатам“. А начальник погранзаставы капитан Нелюдин? Немногословный, исполнительный, надёжный, опытный, знающий своих подчинённых и пекущийся о них. Разве другими могут быть враги — мерзкие шпионы, злоумышляющие против нашей Советской Родины? Только такими, как жестокий, корыстный, туповатый и (обязательно!) трусливый американец Чарльз Хилл и как умный, аморальный и (опять же, обязательно!) вероломный военный преступник японец майор Сунагава». Искренний пафос великих свершений практически в тех же формах был воспроизведён в следующих произведениях А. Н. Стругацкого — «Пепел Бикини» и «Страна багровых туч». Биографы Стругацких Д. Володихин и Г. Прашкевич, соглашаясь с утверждением о стилевой близости этих произведений, считали «Четвёртое царство» тягучей «неотёсанной» повестью, похожей на аналогичные (и не самые удачные) тексты из серии «Военные приключения».
Удачей молодого писателя А. Танасейчук называл и центральный образ повести — капитана Олешко. Прототипом его послужил, вероятно, сам Аркадий Стругацкий: не слишком подходящий по складу личности для армии, высокий нескладный переводчик с японского языка, носящий очки. Подвигов он не совершает, более того, получает ранение, скорее по своей неловкости, а «раскалывает» шпиона практически случайно. То есть над товарищами его возвышает только интеллект; в остальном он полон комплексов, ибо ему «не пришлось участвовать ни в боях с немцами, ни в боях с японцами, в него никогда не стреляли, и врагов он видел только пленными. Это очень удручало его, и он всегда испытывал чувство стыда и какой-то вины перед своими прошедшими через горнило войны товарищами и начальниками». Не случайно и место действия — остров, названный в рассказе Кунашу. Однако на реальном Кунашире старший лейтенант Стругацкий так и не побывал, будучи в ноябре 1952 года командирован на Парамушир и Шумшу для ликвидации последствий землетрясения и цунами.
По сведениям Д. Володихина и Г. Прашкевича, Аркадий Стругацкий предполагал опубликовать «Четвёртое царство», о чём сообщал брату Борису. Переговоры о печатании повести в «Детгизе» велись ещё весной 1957 года, однако дальнейшая судьба текста неясна. Аркадий Натанович активно «пробивал» в печать «Пепел Бикини» (повесть-памфлет, примерно аналогичную по литературным достоинствам), а попытки пристроить «Четвёртое царство» быстро прекратились. Возможно, причиной было то, что А. Стругацкий служил в военной разведке на Дальнем Востоке и не смог оперативно опубликовать текста из-за возможных сомнений редакторов в сохранении государственной тайны. «Когда подписки „растаяли“, пришли иные времена и текст перечитывал иной человек с иным литературным опытом. В 1957-м он ещё разок — достаточно вяло — попытал счастья, а позднее просто не захотел портить себе репутацию, печатая сущую простоту из давно минувших дней».

### Первые литературные опыты Бориса Стругацкого
Братья Стругацкие, изредка встречаясь во время отпусков старшего из них, играли в выдуманную страну, именуемую «Арканаром». Название было придумано Аркадием. Библиограф В. Борисов установил, что название создано от прозвища старшего Стругацкого «Арк» и королевства «Казинарио» из фильма Рене Клера «Последний миллиардер». Сохранились карты этой страны, таблицы и схемы, однако из уцелевших материалов невозможно представить, в чём эта игра заключалась. Далее братья порознь (в Ленинграде и на Камчатке) стали разрабатывать идею обмена живых существ разумом. В архиве А. Н. Стругацкого сохранился набросок 1953 года «Сальто-Мортале», идея которого — воздействие на нейроны мозга — была использована в 1960 году в рассказе «Шесть спичек».
Б. Н. Стругацкий начало собственного творчества относил ко времени, когда в 9-м классе школы (в 1948 или 1949 году) ему было задано сочинение на свободную тему, из которого получился рассказ «Виско». Название отсылало к английскому слову viscosity — «вязкость, липкость». Поскольку Борис Стругацкий увлекался в тот период «Островом доктора Моро» Г. Уэллса (и даже переписал текст романа от руки: приятель не отдавал книгу), сюжет строился вокруг искусственного существа Виско, которое поднимает бунт против своего создателя и уничтожает лабораторию. По примеру старшего брата рукопись была переписана в отдельной тетрадке и снабжена иллюстрацией. «…За сочинение на свободную тему получил, помнится, пятёрку и изумлённый взгляд учительницы литературы». Однако в середине 1950-х годов автор сжёг этот текст в печке «в приступе законного самоуничижения». Продолжение литературные опыты получили уже после увольнения Аркадия Стругацкого с военной службы в 1955 году.

### Первые опыты совместной работы
Аркадий и Борис Стругацкие в интервью и частных беседах разных лет утверждали, что ещё в 1954 году приняли решение писать совместную фантастическую повесть, название («Страна багровых туч») и основной сюжет которой были задуманы Аркадием ещё на Камчатке. Параллельно существовала легенда, что работа была начата на спор с женой А. Н. Стругацкого — Еленой Ильиничной (урождённой Ошаниной). Писатель «братья Стругацкие» формировался медленно и постепенно. Б. Н. Стругацкий в августе 1955 года создал самостоятельный рассказ — «Затерянный в толпе» — на сюжет о вселении чужого разума в тело обыкновенного обывателя. По-видимому, Борис не стал показывать рукопись брату. В 1957 году он попытался переписать этот рассказ с точки зрения самого «затерянного» — так появился текст «Кто скажет нам, Эвидаттэ?», который вызвал суровую отповедь Аркадия, однако сюжетную идею Стругацкие впоследствии использовали для самого известного своего рассказа — «Шесть спичек». Оба рассказа впервые были опубликованы в 2001 году в 11-м томе собрания сочинений издательства «Сталкер», в 2010 году были переведены на чешский, а в 2012 году — на немецкий язык.
О творческом методе Стругацких Борис Натанович в «Комментариях к пройденному» писал так:

Специфика работы АБС, когда любой мало-мальски серьёзный текст создается обязательно вдвоём, единовременно, слово за словом, абзац за абзацем, страница за страницей; когда любая фраза черновика имеет своими предшественниками две-три-четыре фразы, предложенные в качестве вариантов, произнесённые некогда вслух, но нигде не записанные; когда окончательный текст есть сплав двух — иногда очень разных — представлений о нём, и даже не сплав, а некое химическое соединение на молекулярном уровне, — специфика эта порождает, помимо всего прочего, ещё и два следствия, носящих чисто количественный характер.
Во-первых, количество бумаги в архивах уменьшается до минимума. Каждый роман существует в архиве всего в виде одного, максимум — двух черновиков, каждый из которых на самом деле есть занесённый на бумагу, отредактированный и спрессованный текст двух-трёх-четырёх УСТНЫХ черновиков, в своё время проговоренных авторами и отшлифованных в процессе более или менее свирепой дискуссии.
<…>
Неудивительно поэтому, что среди неопубликованного у АБС остались только рассказы, сочинённые в своё время каждым из соавторов в одиночку и признанные впоследствии негодными для дальнейшей совместной работы…

#### «Песчаная горячка»
Рассказ был написан в 1955 году в манере буриме без предварительной подготовки и являлся в значительной степени экспромтом. Борис Стругацкий вспоминал: «Не было ни предварительного обсуждения, ни плана, ни даже сюжета — сел один из соавторов (по-моему — БН) за машинку и отстучал первые две странички; за ним другой — прочитал написанное, поковырял в ухе и отстучал ещё две; потом — снова первый, и так — до самого конца. К огромному изумлению авторов, в результате получилось нечто вполне осмысленное, этакая багрово-чёрная картинка, кусочек чужой, совершенно неведомой жизни — нечто, напомнившее обоим любимый ими рассказ Джека Лондона „Тропой ложных солнц“».
В центре повествования находятся два человека, Боб и Виконт. В неопределённой песчаной местности, на другой планете они дожидаются прибытия астроплана, который должен забрать на Землю некий ценный артефакт, «Золотое руно». Однако, когда астроплан прибывает, его командир забирает у них Золотое руно, после чего убивает Боба и улетает, оставив Виконта на верную смерть.
После создания рассказ практически не подвергался редактуре, за одним исключением: формулировка «…по законам Чёрной Республики» была заменена на «…по законам Страны багровых туч», то есть повести, над которой соавторы вели интенсивную работу. Поскольку рассказ мыслился соавторами как экспериментальная попытка совместного творчества, он остался в архиве. Впервые текст увидел свет в нижнетагильской газете «Учитель» 18 января 1991 года, а далее неоднократно переиздавался в различных собраниях сочинений.

### Архивные рассказы второй половины 1950-х годов
Во второй половине 1950-х годов Аркадий и Борис Стругацкие пытались реализовать свои литературные устремления порознь. Между 1956—1958 годами (рукопись не датирована) Б. Н. Стругацкий создал экспериментальный рассказ «Возвращение» — нечто «непривычно-необычное», с уклоном в мистику и в «литературу ужасов». Однако текст не вызвал интереса старшего из соавторов и впервые увидел свет в 2001 году в собрании сочинений издательства «Сталкер». В 2012 году рассказ был переведён на немецкий язык. Помимо законченных произведений, в архиве Стругацких сохранилось несколько недописанных текстов, а также оформленные, но не публиковавшиеся рассказы. С. Бондаренко условно классифицировала их как «юморески; [рассказы], укладывающиеся в цикл „Полудня“; и „странные“ тексты». К последним относятся «Импровизатор» (1955 года), спустя сорок лет включённый в роман С. Витицкого «Поиск предназначения»; незаконченный «Без повязки», тематически близкий «Возвращению», а также недатированное «Дачное происшествие», в общих чертах напоминающее «В наше интересное время». В традиционной стилистике Стругацких тех лет был выдержан недописанный рассказ «Окно», посвящённый первым экспериментам с нуль-транспортировкой.

#### «Нарцисс»
А. Н. Стругацкий в 1957 году создал рассказ «Нарцисс» — это была попытка «написать „что-нибудь этакое“, мистическое, „изысканное и светское“, „с налетом аристократического вырождения“». После совместного обсуждения соавторами текст был признан непригодным для дальнейшего использования. Пересказ сюжета был помещён в романе «Хромая судьба», там же рассказ датирован. Впервые он был опубликован в 2001 году в собрании сочинений издательства «Сталкер» и несколько раз перепечатывался.
Основа сюжета — миф о Нарциссе, живущем в середине двадцатого века и обладающем необычайной силой гипнотического внушения. В романе «Хромая судьба» сюжет рассказа резюмировался следующим образом:

…Соль этого рассказа в том, что <…> Шуа дю-Гюрзель, аристократ и гипнотизёр необычайной силы, налетел на своё отражение в зеркале, когда «взгляд его был полон желания, мольбы, властного и нежного повеления, призыва к покорности и любви». И поскольку «воле Шуа дю-Гюрзеля не мог противостоять даже сам Шуа дю-Гюрзель», бедняга безумно влюбился сам в себя. Как Нарцисс. Дьявольски элегантный и аристократический рассказ. Там есть ещё такое место: «К его счастью, после Нарцисса жил ещё пастух Онан. Так что граф живёт сам с собою, выводит себя в свет и кокетничает с дамами, вызывая, вероятно, у себя приятную возбуждающую ревность к самому себе». Ай-яй-яй-яй-яй, какое манерное, похабное, салонное, махровое пшено!

#### «Трезвый ум»
В архиве сохранилась юмореска «Трезвый ум» — по-видимому, посвящённая «хаянию» фантастики в шестидесятые годы; сохранилось два рукописных варианта, причём первый не окончен и представляет собой черновик второго. Впервые данное произведение было опубликовано в 2005 году в серии «Неизвестные Стругацкие». Это переработка рассказа Фредерика Брауна «Просто смешно» (англ. Preposterous) с заменой американских реалий на советские: супружеская пара обсуждает круг чтения их сына. Отец возмущён, что его сын читает фантастические «глупости» о путешествиях в другие галактики через четвёртое измерение, машинах времени, превращении времени в энергию и так далее. Высказав своё возмущение, он собирается и уезжает на работу на атомокаре с автопилотом, смотря по стереовизору новости о терраформировании Марса. Борис Стругацкий прокомментировал этот текст в своём оффлайн-интервью:

Я уже не помню деталей, но, по-моему, это была попытка перенести события «капиталистической действительности» в действительность коммунистическую. (Молодые были, задорные крепыши, — всё хотели внести свой вклад в идеологическую борьбу!) Попытка явно не удалась (никакого нового качества не возникло), и рассказик был отправлен в архив.

#### «В наше интересное время»
Рассказ, написанный в конце 1960 или в самом начале 1961 года «под впечатлением успехов в изучении Луны советскими космическими ракетами». В рабочей переписке авторов текст упоминается 19 марта 1961 года: в редакции газеты «Неделя» рассказ назвали «неудачной шуткой». Рукопись последовательно отвергли все издательства, причём со временем потерялись две первые страницы, которые так и не были восстановлены. Впервые рассказ опубликован во втором дополнительном томе собрания сочинений Стругацких («Текст», 1993), в дальнейшем регулярно переиздаётся в собраниях сочинений Стругацких; переводился на английский и польский языки. Ант Скаландис считал его одним из наиболее совершенных в литературном отношении рассказов Стругацких.
Сюжетно это эпизод из жизни «мученика-редактора», который холодным дождливым летом на даче несколько дней правил скучную рукопись. Неожиданно ночью в его дом зашёл странный незнакомец, вид и поведение которого не укладывались в привычные рамки. Через пару часов приехали какие-то люди и забрали его, не забыв прихватить и камушек, тайком оставленный редактору. Обыденность описания подчёркивает, что произошло нечто плохо представимое, наподобие посадки космонавта. В 2003 году Борис Стругацкий прямо заявил: «Хоть один читатель понял, что „человек в чёрном“ вернулся из первого полёта на Луну и что камешек этот — с Луны? Именно таким образом авторы всё это тогда себе представляли».

…Для своего времени рассказик выглядел вполне нетривиально. Ведь тогда главным в фантастике (в НАУЧНОЙ фантастике) считалось — сверкнуть новой оригинальной научной или околонаучной идеей. Мы и сами такую установку оценивали достаточно высоко. Но чудились нам уже тогда в фантастике ещё и другие, неуловимые пока, потенции, и, может быть, работая над этим рассказом, мы тщились выразить неясное, но уже живущее в нас предчувствие другой литературы, которую сами же пять-шесть лет спустя мы определим как «реалистическую фантастику» или «фантастический реализм».

## Рассказы 1958—1960 годов

Обложка сборника «Шесть спичек» (Детгиз, 1960). Художник Б. А. Алимов

В малом жанре Стругацкие наиболее интенсивно работали в период 1957—1960 годов. В общей сложности, если считать все наброски и не реализованные в своё время тексты, ими создано около пятидесяти рассказов и юморесок. По подсчётам А. Скаландиса, в 1957 году был написан рассказ «Извне» и разработан замысел «Спонтанного рефлекса», обе эти вещи увидели свет в 1958 году. В 1959 году — ещё раньше их первой книги — увидели свет пять рассказов и было написано ещё около полутора десятков. Многие новеллы, вошедшие в состав утопического романа «Возвращение (Полдень, 22-й век)», не публиковались отдельно, хотя имели законченный самостоятельный сюжет. Несколько прежде публиковавшихся рассказов, например «Белый конус Алаида», были включены в роман как главы.

### «Извне»
Первое опубликованное в соавторстве произведение братьев Стругацких. Рассказ был написан Борисом Стругацким летом 1957 года по результатам участия в археологических раскопках в Таджикистане. У Бориса Натановича возникла идея совместить раскопочный быт и появление паукообразных Пришельцев откуда-то из другого мира. Аркадий Стругацкий счёл фантастический замысел неудовлетворительным, но безоговорочно признал удачу бытовых зарисовок, а также сочетание изложения от лица очевидца и дневниковых записей.
Действие происходило в 1967 году. Изложение велось от лица неназванного археолога, работавшего в окрестностях Сталинабада. Его коллега — руководитель раскопок Борис Янович Стронский — пропал 23 августа, отправившись за продуктами. После появления Пришельцев рабочие-таджики предположили связь между действиями паукообразных существ и исчезновением Стронского. Лишь в середине сентября пограничники, рассчитав трассы полётов Чёрных Вертолётов, обнаружили посадочную площадку Пришельцев и дневник Бориса Яновича Стронского. Из дневника следовало, что Пришельцы — это роботы, и археолог решился последовать за ними, чтобы добраться до хозяев. Он вышел на связь через космический спутник в пятидесятую годовщину Великого Октября и сообщил, что вошёл в контакт с «весьма достойными и интеллигентными существами», назначившими официальную встречу на околоземной орбите
Рассказ «Извне» вышел в январском номере «Техники — молодёжи» за 1958 год с иллюстрациями Г. Борисова, а летом печатался с продолжением в душанбинской газете «Комсомолец Таджикистана» в номерах от 25, 27, 29 июня и 4 июля. В том же 1958 году рассказ был переведён на венгерский, польский и румынский языки, а затем и на болгарский под названием «Гости из космоса». Борис Стругацкий вспоминал, что авторы впервые столкнулись с редакторским произволом, когда от них потребовали вставить в текст советско-китайскую дружбу, что и было сделано.

### «Спонтанный рефлекс»
Второе опубликованное произведение Стругацких («Знание — сила», 1958, № 8), и первый законченный рассказ, вышедший из печати. Судя по письму Аркадия от 20 октября 1957 года, первичный замысел рассказа ему был подсказан случайным общением на библиотечной выставке: «Тема эта — кибернетика, логические машины, механический мозг — висела в воздухе у нас под носом, но никому из нас она и в голову не приходила — как таковая». Всё это вполне сопрягалось с интересами старшего из братьев, который ещё до войны был впечатлён фильмом «Гибель сенсации» и пьесой К. Чапека «R.U.R.».
Рассказ о разумном роботе А. Н. Стругацкий отправил своему брату 27 февраля 1958 года. В архиве сохранилось несколько черновиков, логика работы сводилась к тому, чтобы убрать научно-фантастические длинноты в конце и несколько оживить действие. Б. Н. Стругацкий, по собственному свидетельству, лишь исправил несколько абзацев и переписал концовку. Редакция журнала «Техника — молодёжи» отвергла рассказ, но в мае 1958 года он был принят редакцией «Знания — силы», причём было принято решение объяснительную часть в конце вообще снять. Соавторы не любили этого текста, потому он не переиздавался до 1993 года, когда вышел во втором дополнительном томе «белого» собрания сочинений издательства «Текст», после этого рассказ неоднократно перепечатывался в разных собраниях сочинений Стругацких. Дебют Стругацких получил популярность на Западе и в 1960—1970-е годы неоднократно издавался в переводах на английский, немецкий, итальянский, французский, финский, румынский, венгерский, словацкий, польский и испанский языки. В 1962 году рассказ был переведён на вьетнамский язык, переиздание английского и венгерского переводов последовало в 2015 году.
По мнению А. Скаландиса, литературные достоинства «Спонтанного рефлекса» невелики, и он представляет интерес как первое произведение, «тщательно придуманное и аккуратно записанное братьями в режиме пинг-понга». Содержательно — это «классическая до оскомины научная фантастика».
По заказу «Управления межпланетных сообщений» создаётся Универсальная Рабочая Машина — Урм (в черновиках аббревиатура УРМ), экспериментальный образец, проходящий испытания в районе атомной электростанции. Урм обладает искусственным интеллектом, так как к нему предъявлялись определённые требования, и программист-конструктор по фамилии Пискунов постарался учесть их в своей работе. Однако происходит то, что Пискунов предполагал, но не рассматривал как реальный вариант развития событий. Урм начал «вести себя» — перестаёт действовать согласно основной программе и начинает сам определять своё поведение. Начинается всё с того, что ему становится скучно, потом он начинает исследовать окружающее его помещение, а затем вырывается на свободу, открывая и выламывая двери, попадающиеся на его пути. Рабочий персонал станции, неосведомлённый и не готовый к встрече с гигантской разумной машиной, впадает в панику. Урм перестаёт слушать команды людей, находя для этого логичные обоснования. Пришлось организовать поимку робота, и в результате Урма, зажатого несколькими бульдозерами, удалось отключить.
По утверждению Дмитрия Володихина и Геннадия Прашкевича, рассказ этот «ввёл Стругацких в мир НФ».

### «Человек из Пасифиды»
Рассказ, написанный в 1958 году, в рукописи был обозначен псевдонимом «А. Бережков», под которым Аркадий Стругацкий обычно публиковал свои переводы с японского языка. Действие рассказа разворачивается после окончания Второй мировой войны в Японии, оккупированной США. Группа отставных военных Императорской армии во главе с бароном Като организует сложную аферу. Близ американской военной базы из моря вылез некий Железный Человек, говорящий только по-тангутски и утверждающий, что является посланником подводной цивилизации, желающей торговать с человечеством алмазами и жемчугом. Имелось и авторское уведомление:

Пайщики акционерного общества «Алмазная Пасифида» до сих пор ждут известий о том, что в порты Японии придут грузовые субмарины странного подводного народа. Возможно, им (пайщикам) будет интересно узнать некоторые подробности, касающиеся предыстории этой многообещающей компании, любезно предоставленные авторам настоящего рассказа одним из свидетелей её возникновения…
«Человек из Пасифиды» является одним из произведений, позволяющих реконструировать становление писателя братья Стругацкие. В начале своего литературного пути писатели выбирали несколько направлений в творчестве, включая приключенческую литературу. Аркадий Стругацкий, безуспешно попытавшись в 1957 году пристроить текст в несколько журналов и сборников, пришёл к выводу о бесперспективности работы в задуманном направлении (письмо к брату от 24 декабря 1957 года). В 1958 году покровитель старшего из братьев Роман Ким принял рассказ в планируемый первый выпуск альманаха «Приключения и фантастика»; в марте вопрос о публикации казался решённым. Однако далее текст так и остался без движения: на протяжении 1959 года тянулась история с попыткой опубликования рассказа в журнале «Нева». Разочарование от отказа было настолько сильным, что А. Н. Стругацкий в письме от 22 февраля 1960 года назвал рассказ «дерьмом». Наконец 29 мая 1961 года текст был принят журналом «Советский воин», в № 17 которого за 1962 год увидел свет, переиздавался в сборниках «Только один старт» (Свердловск, 1971) и «Фантастика-72» (Москва, «Молодая гвардия», 1972). С 1993 года текст регулярно переиздаётся в собраниях сочинений Стругацких. В архиве авторов сохранился черновик рассказа, мало отличающийся от опубликованного варианта. В 1978, 1979 и 2005 годах текст издавался в болгарском переводе.
Исследователь А. В. Снигирев (Уральский государственный юридический университет) считал рассказ одним из лучших в творчестве Стругацких и задавался вопросом о причинах, по которым А. Стругацкий годами «пробивал» в печать рассказ, отнесённый им к бесперспективному направлению. «Человек из Пасифиды», вероятно, был замыслен в период работы над повестью «Пепел Бикини», также написанной на японском материале. В 1965 году Аркадий Натанович опубликовал в своём переводе рассказ Абэ Кобо «Тоталоскоп», сюжетно-композиционно напоминающий «Человека из Пасифиды». Именно в «Человеке из Пасифиды» Стругацкие впервые применили распространённый в их последующем творчестве приём языковой полифонии в тексте, герои которого разговаривают на разных языках. В рассказе широко используются японские термины в виде вкраплений в речи персонажей и не обозначенных культурных явлений, которые реконструируются читателем по мере продвижения по тексту. В рассказе появился первый в творчестве соавторов «симпатичный мерзавец» — барон Като, черты которого в дальнейшем прослеживаются в образах барона Пампы «Трудно быть богом» и шофёра Тузика «Улитки на склоне». «Непротиворечивость и однозначность образа… будет сопровождать всю творческую историю братьев Стругацких и станет поводом для претензий критиков, не поддерживающих стремление авторов вывести фантастику за пределы развлекательной литературы».
По воспоминаниям Б. Н. Стругацкого, авторы не любили свой второй рассказ из-за его чрезмерной идеологизированности и следования тогдашней антиамериканской традиции Казанцева — Тушкана. С этим А. В. Снигирев категорически не соглашался, так как для рассказов и повестей, повествующих об «их нравах» и бичующих и клеймящих капитализм, характерны совершенно другие приёмы и образы. Напротив, «Человек из Пасифиды», скорее, наследовал традицию «плутовского романа», чем политической сатиры. Практически все герои являются мошенниками, обманщиками и плутами, стремящимися облапошить друг друга: барон Като продаёт «железного человека» американцу, получив лишь две тысячи долларов из обещанных пяти, потому что банковский счёт его почти пуст, однако Джерри берёт компенсацию от своего командира в пять тысяч, главный же мошенник Каваи, придумавший обман с пришельцем из глубин, получает деньги пайщиков «Алмазной Пасифиды». То есть в тексте нет обличения и разоблачения, равно как и обязательных положительных героев, осознающих необходимость классовой борьбы, как в финале «Пепла Бикини». Ант Скаладис также высоко оценивал литературные достоинства рассказа и считал его «незаслуженно замордованным» Борисом Стругацким в его «Комментариях к пройденному». Согласно мнению Скаландиса, в рассказе превосходно переданы японские пейзажи: «Всё-таки великое дело, когда автор пишет о том, что знает хорошо и не понаслышке»; также отмечалась отделанность языка рассказа, над которым трудились оба соавтора.

### «Шесть спичек»
Самый часто издаваемый рассказ Стругацких. По подсчётам В. Борисова, было не менее 25 переизданий на русском языке, 4 на английском — в 1960—2005 годах, 3 японских, 6 испанских изданий в двух переводах, 9 немецких изданий в двух переводах, и так далее.
Основная идея этого рассказа была сформулирована Борисом Стругацким ещё в школьные годы под воздействием дружбы с приятельницей, родители которой являлись сотрудниками Института мозга имени Бехтерева. В 1955—1957 годах Б. Н. Стругацкий попытался реализовать проблему переноса или пересадки сознания в двух рассказах — «Затерянный в толпе» и «Кто скажет нам, Эвидаттэ?». В последнем появилась фамилия Комлин и эксперименты по облучению мозга быстрыми частицами. К июню 1958 года А. Н. Стругацкий предложил брату-соавтору другую идею:

…Какое-нибудь животное после воздействия абвгдеж-лучами ведет себя очень странно — видит за стенами, за углом и т. д. Короче, оно приобретает свойство «видеть» в четвёртом измерении. И человек, чтобы проверить это, подвергает такой обработке и свой собственный мозг. И тоже начинает видеть «за углом». Смелый … эксперимент, <…>, героизм советского ученого, руководящая роль и пр. А? И назвать рассказ «За углом». А?..
К концу лета 1958 года был готов черновой вариант рассказа под названием «Восьмой за последние полгода». Рассказ был принят редакцией журнала «Знание — сила» и опубликован в 1959 году (№ 3). В том же году рассказ вышел в межавторском сборнике «Дорога в сто парсеков», а в следующем — 1960-м — в авторском сборнике «Шесть спичек». В этих изданиях убирались наукообразные подробности и некоторые фактические ошибки.
Сюжет начинается с того, что инспектор Управления охраны труда Рыбников расследует дело Комлина Андрея Андреевича, начальника физической лаборатории Центрального института мозга. Комлин лежит в больнице с сильнейшим нервным истощением и поражением центров памяти. За три месяца до происшествия в лабораторию привезли нейтринный генератор — прибор для создания мощных нейтринных пучков. Комлин и его ассистент Горчинский закрылись в лаборатории и занялись исследованиями. Никто из сотрудников института не знал, чем именно они занимаются, однако их внимание привлекли три события. Однажды Горчинский выскочил из лаборатории, схватил аптечку и бросился обратно. Вечером, когда они уходили, сотрудники заметили, что рука Комлина обмотана бинтом. В другой раз Комлин, встретившись с сотрудником в парке, предложил ему раскрыть книгу на любой странице и читал наизусть огромные фрагменты китайского классического романа «Речные заводи». Позже Комлин стал показывать фокусы: гасил свечу на расстоянии, двигал взглядом предметы, перемножал в уме многозначные числа. Официальным результатом работы Комлина явился доклад по «нейтринной акупунктуре» — при облучении мозга пучком нейтрино резко повышался иммунитет, сопротивляемость ядам, ускорялось лечение и т. д. Однако у Комлина были и «неофициальные результаты». На его столе были найдены весы, и на одной из чашек лежали шесть спичек, а на другой — бумажка с их точным весом: Комлин пытался силой мысли эти шесть спичек поднять. Всё это время он исследовал на себе, как облучение пучком нейтрино воздействует на необычные способности организма.
По мнению А. Скаландиса, популярности рассказа способствовала нестандартная и — для советской фантастики — революционная идея телекинеза. Кроме того, авторы весьма нетривиально подняли тему советского героизма: 

…Не просто романтизация подвигов, а именно проблема. Да, авторам эмоционально симпатичны все эти физики, бросающиеся грудью на смертельные дозы радиации в мирное время. Но умом они уже понимают, как это нелепо, нерационально. Они уже видят, как вся эта дурная корчагинщина выродится к концу 1970-х в абсурдный подвиг парня, погибшего при тушении ватником загоревшегося колхозного поля. И не в «Шести ли спичках» таился зародыш пелевинского «Омона Ра» — настоящей эпитафии советской фантастике и советскому героизму?

### «Испытание СКИБР»
Рассказ был задуман и вчерне написан А. Н. Стругацким в январе — марте 1959 года. В письме брату он сообщал: «…Я всё-таки не оставляю мысли о „Забытом эксперименте“. Психология — психологией, а фантастика без смелейшей фантастики — это тоже не дело. Можно сделать небольшую повестушку а-ля „Извне“ в трёх-четырех главах, написанных от лица разных людей. <…> И роботы. И робот-матка, который управляет рабочими роботами. И прочее…»
В результате рассказ «Забытый эксперимент» так и не был реализован в виде повести, а тройная структура сюжета была осуществлена в рассказе «Частные предположения». Первая публикация «Испытания…» последовала в журнале «Изобретатель и рационализатор» (№ 7, 1959). В 1960 году рассказ издавался дважды: в межавторском сборнике «Альфа Эридана» и сборнике рассказов Стругацких «Шесть спичек». В изданиях 1959—1960 годов заглавие менялось: «Испытание „СКР“», «Испытание „СКИБР“». Система кибернетических разведчиков могла называться в тексте «скибр», причём это слово склонялось. В 1983 году переиздан в русскоязычном сборнике «Второе нашествие марсиан» (Нью-Йорк), в СССР впервые переиздан в 1986 году в сборнике «Жук в муравейнике» (Рига). С 1991 года регулярно переиздаётся в собраниях сочинений Стругацких. Рассказ опубликован в 1960—1970-е годы на ряде европейских языков, в 2013—2016 годах выходил на немецком и эстонском языках.
В рукописи и переписке соавторов рассказ назывался «Репетиция СРР». Главный герой — инженер-программист Акимов участвует в разработке и отладке универсального кибернетического комплекса СКИБР (Система КИБернетических Разведчиков) для готовящейся звёздной экспедиции под руководством Антона Быкова (внук Алексея Быкова — протагониста «Страны багровых туч»). В финале рассказа Акимов вынужден принять участие в экспедиции, поскольку штатный программист серьёзно пострадал во время спортивной тренировки и больше не может летать в космос.
Это один из немногих, если не единственный, рассказ Стругацких, имеющий явные отсылки к Великой Отечественной войне и, в частности, к её продолжительности в 4 года. Позднейшими составителями хронологий мира Полудня этот факт зачастую игнорируется.
Рассказ существует в трёх вариантах, отличающихся частью содержанием (разговоры Акимова с его невестой Ниной, подробности биографии некоторых героев, название университета, где собирался работать Акимов, подробности самого испытания), но особенно — концовкой. В варианте из сборника «Альфа Эридана» Акимов вынужден расстаться с Ниной на 12 лет (срок экспедиции). Согласившись лететь, он говорит Быкову: «Вы, оказывается, совершенно обыкновенный человек», и затем следует конечный абзац: «Быков стоял лицом к прозрачной стене, глядел на серое небо и думал. Да, он, Быков, совершенно обыкновенный человек. Такой же, как и остальные восемь миллиардов обыкновенных людей, которые работают, учатся, любят на нашей планете… и вдали от нашей планеты. И любому из них было бы так же тяжело на его месте. Просто невыносимо тяжело». В варианте «Шести спичек» Нина включена в состав экспедиции. Согласно критику В. Дьяконову, это «слащавый и надуманный хэппи-энд», написанный под давлением редакции. По-видимому, именно этот финал упоминается в письме Аркадия Стругацкого от 1 сентября 1959 года. В собрании сочинений издательства «Сталкер» (2001) был опубликован вариант по первоначальной рукописи: Акимов расстаётся с Ниной, но далее следует размышление А. Быкова.

Быков стоял лицом к прозрачной стене, глядел на серое небо и думал: «Сколько лет говорили и писали о конфликтах между чувством долга и тягой к личному счастью. Но кто говорил или писал о человеке, который заставлял сделать выбор?»
Этот вариант был обнаружен в авторских черновиках исследовательницей С. Бондаренко и согласован с Б. Стругацким. В комментарии А. Снигирева отмечено, что первый финал содержит посыл жертвенности ради высшей цели, что вполне согласовывалось с канонами соцреализма, современного писателям, тогда как третий в чём-то может быть обозначен как философский. «Образ героя, вынуждающего других делать выбор между долгом и счастьем, больше подходит для собрания сочинений, чем предыдущие два».

### «Забытый эксперимент»
Весной 1957 года состоялся расширенный Учёный совет Пулковской обсерватории, на котором профессор Николай Александрович Козырев впервые прочёл свой доклад на тему «Причинная или несимметричная механика в линейном приближении». На докладе присутствовал Б. Н. Стругацкий, но идею рассказа о вечном двигателе, работающем за счёт физических свойств времени, предложил в июне 1958 года А. Н. Стругацкий. Окончательный текст был оформлен Борисом Стругацким в апреле 1959 года. Уже в конце мая 1959 года рукопись была принята редакцией «Знания — силы». Первая публикация состоялась в восьмом номере «Знание — сила» вместе с рассказом «Частные предположения». В 1960 году переиздан в сборнике рассказов Стругацких «Шесть спичек». В 1983 году издан в Нью-Йорке в сборнике «Зона». В 1990 году перепечатан в сокращении в газете «Комсомолец Донбасса» (28—29 августа). С 1991 года рассказ регулярно переиздаётся в собраниях сочинений Стругацких. Переводился на ряд европейских языков.
Основа сюжета — эксперименты по постройке «двигателей времени», осуществлённые на Луне, в Антарктиде, джунглях Амазонии и сибирской тайге. Видимых следов эксперимента зафиксировать не удалось, и сибирскую экспериментальную базу отдали под ядерную лабораторию. Спустя 48 лет после начала эксперимента в Сибири произошёл мощный выброс радиации, и образовалась Зона шириною 200 км — заповедник мутаций. Зона огорожена кордоном, внутрь неё не пускают даже биологов. Группа исследователей на космическом танке высшей защиты проникает в глубину зоны и обнаруживает, что эксперимент полностью удался: двигатель стал «выжимать» энергию из времени и выбрасывать её в окружающее пространство в виде неквантованной протоматерии, которая взаимодействует с окружающей средой.
В рассказе впервые появилось понятие «кибер», широко применяемое Стругацкими применительно к достаточно сложной многофункциональной «разумной» машине. По мнению А. П. Лукашина, Стругацкие вторыми в советской фантастике озвучили идею получения неквантованной протоматерии — после рассказа А. Р. Беляева «Гость из книжного шкафа». А. Скаландис обращал особое внимание на то, что описание Зоны — «это настоящий, вполне законченный, написанный уверенной рукою и даже не без блеска эскиз к „Пикнику на обочине“. Тут есть не просто Зона, тут есть даже люди, идущие в неё впервые, и те, кто уже имеет опыт, то есть своего рода „сталкеры“. Психологический расклад той первой главы будущего „Пикника…“ отрепетирован полностью, и это впечатляет. И не случайно чуткие редакторы в „Знании — силе“ просят поубавить науки в этом рассказе и называют его „настоящей художественной литературой без скидок“».

### «Частные предположения»
Рассказ был задуман в середине 1958 года Борисом Стругацким под впечатлением от монографии академика В. А. Фока «Теория пространства, времени и тяготения». В параграфе «О парадоксе часов» содержался расчёт, из которого следовало, что при длительном космическом полёте в условиях равноускоренного движения никакого отставания часов, характерного для знаменитого «парадокса близнецов», не происходит. Более того, получается опережение. Параграф при этом заканчивался словами: «Не следует, впрочем, забывать, что формула <…> не является общей, а выведена в довольно частных предположениях относительно характера движения».
Первоначальный вариант рассказа, написанный Б. Н. Стругацким, назывался «Букет роз» (название предложил старший брат). С ноября 1958 года текст неоднократно правился и переделывался обоими авторами совместно и поодиночке. Борис Натанович Стругацкий вспоминал:

Это один из первых наших рассказов, написанных в новой, «хемингуэевской», манере — нарочитый лаконизм, многозначительные смысловые подтексты, аскетический отказ от лишних эпитетов и метафор. И самый необходимый минимум научных объяснений — тот минимум, без которого читатель бы ничего вообще не понял, да и сама идея «частных предположений» оказалась бы утраченной.
Рассказ состоит из трёх новелл, каждая из которых излагается от лица её главного героя. Единственное произведение Стругацких, в котором изложение ведётся от лица героини — артистки Ружены Насковой (во второй новелле). Её муж — Валентин Петров — возглавляет третью звёздную экспедицию и должен вернуться на Землю через 200—250 лет (благодаря релятивистским эффектам). Поскольку звездолёт «Муромец» имеет прямую фотонную тягу (поглощая межзвёздное вещество), можно поддерживать постоянное ускорение свыше 1G, в результате чего члены экспедиции открыли пригодную для жизни планету, названную Руженой, и вернулись на Землю через полгода после старта по земному календарю, хотя для звездолётчиков прошло 17 лет. В рассказе впервые упоминается звездолётчик Леонид Горбовский — в дальнейшем сквозной персонаж «полуденного цикла» Стругацких.
Первая публикация рассказа состоялась в журнале «Знание — сила» (№ 8, 1959) и в газете «Заря коммунизма» (Рига, Латвийская ССР, 12—22 сентября 1959 года). В 1960 году публиковался дважды: в межавторском сборнике «Альфа Эридана» и сборнике рассказов Стругацких «Шесть спичек» в отличающихся вариантах. В 1991 году переиздан в миниатюрном сборнике рассказов Стругацких — «Библиотечка журнала „Полиграфия“» (№ 10, 1991). С 1990-х годов регулярно переиздаётся в собраниях сочинений Стругацких. Рассказ многократно печатался на разных европейских языках, а в 1963 году — на японском.
Рассказ существует в двух основных вариантах, «каноническим» является второй — из сборника «Шесть спичек». Различия между ними заключаются во множестве изменений в два-три слова, главные отличия заключены во второй из трёх новелл, где в первом варианте подробно описана история знакомства Ружены и Валентина. Главная героиня трижды меняла девичью фамилию: в варианте «Знания — силы» она — Ружена Кунертова (по мнению В. Дьяконова, фамилия взята из романа Я. Гашека «Бравый солдат Швейк»), в «Альфе Эридана» и переизданиях первого варианта — Ружена Томанова; в варианте «Шести спичек» — Ружена Наскова.

### «Чрезвычайное происшествие»
Рассказ был задуман Борисом Стругацким летом 1959 года под воздействием сугубо прозаических обстоятельств — он боролся с мухами в номере гостиницы-общежития Пулковской обсерватории. В сентябре рукопись рассказа под аббревиатурой «ТЧ» (смысл её утрачен) раскритиковал Аркадий Стругацкий, который заявил, что тривиальность сюжета может быть спасена только оригинальной, по возможности юмористической, развязкой. Нового финала не получилось, переделанный Аркадием Натановичем вариант текста под названием «Мухи» после смены заглавия опубликован в авторском сборнике «Путь на Амальтею». В дальнейшем рассказ неоднократно переиздавался; выходил на нескольких европейских и на японском языке (в 1974 году).
Сюжет рассказа прост: космическая экспедиция возвращается на Землю с Титана, спутника Сатурна. На борту капитан корабля Станкевич, пилот Туммер, штурман Виктор Борисович (фамилия его не упоминается), бортинженер Лидин и биолог Малышев. Рейс проходит рутинно, лишь Малышев беспокоится за своего слизняка — представителя биосферы Титана, выловленного из нефтяного озера. Однако на подлёте к Марсу штурман (от лица которого ведётся повествование) обнаруживает неземную муху, вылупившуюся из спор небелковой жизни, случайно попавших внутрь корабля. «Мухи» начинают стремительно размножаться, и вскоре корабль, а за ним и Земля, оказываются под угрозой заражения. Капитан с помощью экипажа обнаруживает выход из критической ситуации: все надели скафандры, заменили воздух водородом, увеличили давление до 6 атмосфер, после чего была устроена взрывная декомпрессия. Биолог Малышев, лишившись титанского слизняка (его взорвало внутреннее давление, а ошмётки высушил вакуум), обнаружил, что мухи легко уничтожаются обыкновенной водой. «Контрабандой» он сохранил несколько экземпляров, поскольку их появление сулит Земле небывалые перспективы:

Представьте себе завод без машин и котлов. Гигантские инсектарии, в которых с неимоверной быстротой плодятся и развиваются миллиарды наших мух. Сырьё — воздух. Сотни тонн первоклассной неорганической клетчатки в день. Бумага, ткани, покрытия…
В «Комментариях к пройденному» Б. Стругацкий отмечал, что в рассказе «…не было ничего для нас нового. Свежести не было. Никакой. Нам явно надоедало писать рассказы. Надвигалась эпоха повестей».

### Литературные особенности научно-фантастической новеллистики Стругацких

#### Производственный жанр и психология
Рассказы, опубликованные в ранний период творчества Стругацких, несли определённые черты общности, проанализированные польским литературоведом Войцехом Кайтохом. В частности, он утверждал, что типичным недостатком технической фантастики (а именно в этом жанре написаны рассказы Стругацких) является сложность ввода популяризируемого материала, хотя авторы старались вносить разнообразие в языковые средства. Научные объяснения должны были обосновываться сюжетным действием, и крайне редко применялся приём с рассказчиком. Тем не менее, по В. Кайтоху, все рассказы, включённые в сборник «Шесть спичек» (1960), «представляют собой разнообразные реализации одной схемы»: разбирающийся в научной или инженерной проблеме специалист доступно растолковывает её «заинтересованному профану». Кайтох заметил, что научно-фантастические рассказы Стругацких вписаны и в контекст производственной литературы: каждый проведённый эксперимент или сделанное открытие таят в себе огромное возможности и являются переломными для науки или промышленной отрасли. При последующих переизданиях авторы стремились убрать большинство описаний техники, оставляя или расширяя моральные и психологические моменты. А. Громова в статье о Стругацких для «Краткой литературной энциклопедии» также признавала, что научно-фантастические произведения, посвящённые космической тематике и перспективам научно-технического прогресса, «характеризуются некоторой традиционностью тем и сюжетов». Это компенсируется вниманием к психологии и интеллектуальной жизни героев, стремлением к индивидуализации характеров и «реалистичностью» деталей фантастического мира.
По В. Кайтоху, «Шесть спичек» и «Забытый эксперимент» представляли развитие идеи «конфликта при коммунизме», непосредственно продолжая тематику «Страны багровых туч» тех же авторов и ефремовской утопии «Туманность Андромеды». Это так называемый «конфликт хорошего с лучшим», то есть столкновение оправданного энтузиазма и столь же оправданной осторожности людей, стремящихся к общей цели и лишённых личных амбиций или стремления к первенству любой ценой. В рассказе «Шесть спичек», вопреки соцреалистической традиции, конфликт остался неразрешённым. Несмотря на то, что инспектор формально победил, авторы «подмигивают» читателю, показывая, что в молодости тот же герой также позволил себе увлечься (и получил травму, когда, не дожидаясь спасательных роботов, разрядил некие опасные объекты); это подчёркивает неантагонизм конфликта. Однако в «Операции СКИБР» затронутая моральная проблема намного существеннее. В варианте с трагической развязкой показано, что неписаный моральный кодекс людей коммунизма не предполагает возможности отказа, и Акимов очень быстро соглашается, хотя в начале разговора с капитаном Быковым даже не задумывался о том, что полностью перечёркивает не только свою жизнь, но и своей молодой жены, которую вынужден покинуть на 12 лет. Драма Быкова иная — это коллизия ответственности и власти, поскольку капитан знает, что Акимов — единственный возможный кандидат, и, ломая ему жизнь, он не видит никакого иного средства для достижения успеха будущего грандиозного предприятия — звёздной экспедиции. В оптимистической версии рассказа моральной драмы и темы выбора, ответственности и власти не осталось вовсе, одна только научно-фантастическая идея.
Подытоживая журнальные публикации Стругацких, В. Кайтох отмечал:

Уже журнальный дебют начинающих фантастов создавал впечатление, что больше всего интересовало их — если изъять описания техники — то же, что и любого писателя-реалиста, в наиболее часто понимаемом у нас значении этого термина, писателя-психолога.

#### Диалог с Другим как жанровый маркер научной фантастики
Согласно В. Н. Лисовицкой (Самарский национальный исследовательский университет имени академика С. П. Королёва), для поэтики ранней прозы Стругацких характерны несколько мотивов, которые затем прослеживались и в остальном их творчестве. У Стругацких раскрытие человеческой личности происходило через преодоление внешних враждебных обстоятельств, и понятие «Другого», столь важное для научно-фантастической литературы, не наличествовало в виде данности. Как отмечал выше В. Кайтох, ведущей темой Стругацких был не технологический прогресс и космические путешествия, а проблема существования человека и его морального пути. Фантастическое здесь — лишь антураж, способ привлечь внимание читателя и вступить с ним в диалог. Герои ранних Стругацких не лишены психологизма, но в целом ограничены ролью, необходимой для развития сюжета.
Согласно В. Лисовицкой, на этом фоне выделяется рассказ «Спонтанный рефлекс», главным героем которого является Урм — Универсальная Рабочая Машина. Его конструировали «для работы в условиях, которые не в состоянии предсказать точно даже самый гениальный программист». По-видимому, это единственное произведение Стругацких, в котором поднимается вопрос об искусственном интеллекте и последствиях его создания. На внешнем уровне восприятия эта проблема вообще может не быть считана, так как авторы говорят о физической опасности для создателя способности созданного выходить из подчинения. На глубинном уровне, однако, речь идёт о попытке наладить с «Другим» диалог: создатель Урма Пискунов пытается договориться с роботом. Машинное сознание, в отличие от человеческого, не способно оперировать абстрактными категориями, и, чтобы преодолеть этот барьер, Урма программируют на самообучение. В результате он начинает «вести себя», что приводит к стычкам с людьми. Люди не воспринимали робота как субъекта, он был лишь объектом, инструментом для выполнения работы, на которую людей посылать опасно. Проявление спонтанного рефлекса заставило посмотреть на робота как на «другого», способного действовать в условиях непредсказуемости. Диалог оказывается невозможен тогда, когда «другой» не просто отличается от «я», но и принципиально неспособен к осознанию себя и своей инаковости. «Во взаимодействии человека с Урмом реализуется неистинная коммуникация или неистинный диалог. Робот выступает в качестве только „действующего“ (выполняет собственную программу), но не имеет цели установления взаимоотношений».

### Соавторство при написании ранних рассказов
Исследователь А. В. Снигирев (Уральский государственный юридический университет) отмечал, что ранняя новеллистика Стругацких должна восприниматься отдельно от корпуса текстов, которые вошли в сборник «Полдень, XXII век», поскольку были подвергнуты доработке уже сложившимися авторами. Тексты, такие как «Извне», «Спонтанный рефлекс» и им подобные, позволяют проследить становление автора «братья Стругацкие», их сложный путь к выработке алгоритма совместной работы и наработки художественных приёмов, используемых во всём последующем творчестве. В отличие от описанной Б. Стругацким схемы, в 1958—1959 годах совместная работа Аркадия и Бориса Натановичей носила «полуавтономный» характер: один из братьев писал тексты и посылал второму «на доработку». По такой схеме был создан «Спонтанный рефлекс», что хорошо отражено в переписке. Из этой же и последующей переписки следует важность для Аркадия Стругацкого «первого читателя», в роли которого чаще всего выступала жена Елена Ильинична (урождённая Ошанина), а впоследствии близкие родственники или избранные друзья. Из переписки братьев февраля 1958 года, касающейся «Спонтанного рефлекса», А. Снигирев выделял ряд характерных для «ученического» периода творчества Стругацких особенностей. В их числе: осознаваемая писателями «избыточность» текста (то есть написание «про запас», характерное и для графоманов); необходимость образца для подражания (то есть неумение найти собственное решение поставленной творческой задачи); использование очевидных и простых приёмов; отсутствие соотношения целей и задач художественного произведения (попытка совместить научные объяснения с юмором); полная неуверенность в качестве текста. Во время создания «Спонтанного рефлекса» Аркадий и Борис Стругацкие ещё учились понимать друг друга: старший брат был не в состоянии внятно объяснить, что именно не устраивало его в первичном тексте, и предоставлял младшему абсолютную творческую свободу. Тем не менее во время обсуждения в редакции журнала «Знание — сила» 27 мая 1958 года концовка рассказа, написанная Б. Н. Стругацким, не понравилась, но А. Н. Стругацкий привёз и собственный вариант, который не понравился ещё больше. В конце концов было решено завершить текст на поимке Урма, а научное объяснение дать в виде авторской ремарки. Двойственность в отношении редакторской правки и большая чуткость к мнению первых читателей осталась в творчестве Стругацких на много лет вперёд: с одной стороны, соавторы неоднократно выражали недовольство абсурдностью и глупостью предлагаемых изменений, однако изменения вносили и, временами, охотно. Это могло значительно менять тексты в лучшую сторону.
Борис Стругацкий отмечал, что именно в «Спонтанном рефлексе» был использован излюбленный соавторами приём открытого финала. А. Снигирев писал, что концовка рассказа перекликается с первой частью повести «Понедельник начинается в субботу» (фраза: «Будешь у нас работать и все узнаешь, даю тебе слово»), на уровне фабулы и замысла есть переклички и с «Шестью спичками». При лепке образа главного героя — Горчинского явно использовались черты внешности самого Аркадия Стругацкого, включая клетчатую рубаху, многократно появляющуюся на разных фотографиях. Фамилия на уровне фонетики вполне аллюзивна: «Горчинский» — «Стругацкий». Подчёркивая речевую грубость персонажа, писатели впоследствии использовали ту же модель поведения при создании образа Витьки Корнеева из НИИЧАВО. Это может свидетельствовать как о своего рода творческой сентиментальности, нежелании расстаться с полюбившимся образом, так и о некоторой творческой слабости, воспроизведении прежних наработок при невозможности создания новых смыслов. Впрочем, при создании «Испытания СКИБР» не был задействован принцип сериальности, и важный для рассказа космолётчик Быков оказывается не героем «Страны багровых туч», а его внуком.

### Критика
Уже самые ранние произведения Стругацких малого жанра привлекли внимание коллег-писателей и критиков. Борис Ляпунов в большом обзоре советской фантастики упоминал рассказ «Извне», связывая описания пришельцев — разумных машин — с традицией Герберта Уэллса. Французский писатель Жак Бержье упоминал Стругацких в своём обзоре советской научной фантастики и называл рассказы «Извне» и «Шесть спичек» «замечательными». Сборник «Шесть спичек» вызвал некоторое количество отзывов в рамках дискуссий о сущности и функциях научно-фантастического жанра рубежа 1950—1960-х годов. В. Кайтох отмечал, что сборник вышел в издательстве детской литературы, а космический «заяц» Лозовский был современным человеком, «достойным советским учёным, представителем Человечества с большой буквы». В сводной рецензии М. Искрина, выдержанной в дидактическом стиле, рекомендуется устроить встречу читателей-школьников с учителем физики, чтобы «занимательные и в основном вполне доступные пионерам рассказы стали ещё интересней». В 1961 году произведения Стругацких упоминались в саркастическом по тону обзоре В. Шитовой в журнале «Юность». Критик находила в разных произведениях Стругацких (например, в рассказе «Забытый эксперимент») черты литературы ужасов, присущие и другим писателям-фантастам. В результате В. Шитова приходила к выводу, что вся фантастика — это низший жанр, произведения которого не отличаются художественным вкусом и рассчитаны на самую нетребовательную аудиторию. «Когда чтение таких книг входит в привычку — а оно входит в привычку, — человек незаметно и часто непоправимо отвыкает от хороших книг». Этому противопоставляется творчество Герберта Уэллса и Александра Беляева, «которые страшным не развлекали и не выдумывали его. Страшное у больших писателей-фантастов всегда рождалось в глубоких размышлениях над жизнью природы и общества». Сборники Стругацких «Шесть спичек» и «Путь на Амальтею» в целом признаны «требующими скидок на жанр», ибо в них «слишком много привычного, надоевшего».

## «Возвращение. Полдень, XXII век»

Обложка первого издания «Возвращения» с иллюстрацией Ю. Макарова

Авторы определяли свою утопическую книгу как роман, а её структурные части — как главы. В современном литературоведении существует довольно большой разброс мнений о жанровой классификации этого текста. Д. Володихин и Г. Прашкевич, основываясь на истории текста и его структуре, определяли «Полдень, XXII век» как сборник, состоящий из повести «Возвращение» и «целой обоймы рассказов». Часть новелл, публиковавшихся ранее, до включения в состав романа, подвергались существенным изменениям либо кардинально перерабатывалась. Существовали также новеллы, не вошедшие в состав утопии и так и не опубликованные.
Основная сюжетная линия утопии Стругацких заключается в том, что во время экспериментов с достижением скорости света в 2017 году фотонный планетолёт «Таймыр» оказался переброшен на столетие вперёд, причём из всего экипажа выжили только двое — штурман Сергей Кондратьев и врач Евгений Славин, которым предстоит адаптироваться в новом мире, построенном их же потомками — «праправнуками».

### Редакция 1961 года
В переписке братьев-соавторов «Возвращение» впервые упоминается 19 марта 1959 года, и разработка сюжетных идей шла до конца года. 19 июля 1960 года Аркадий предложил сделать текст контрастно-мозаичным — введя в ткань утопического текста «маленькие рассказики из нынешней жизни… a la Хемингуэй или Дос-Пассос». Предложение было принято Борисом, и главки-перебивки были написаны, но отвергнуты «Детгизом». Большинство их А. Н. Стругацкий использовал через много лет в самостоятельной повести «Дьявол среди людей». В состав «Возвращения» вошли новеллы, которые А. Скаландис определял как «литературные вершины в новеллистике АБС»: «Белый конус Алаида» (переименованный в «Поражение»), «Злоумышленники» (переложение Киплинга), «Глубокий поиск», «Почти такие же» и «Свидание». Свидетельством авторской зрелости являются пейзажная лирика текста, диалоги с подтекстом и «хемингуэевский» лаконизм. Г. Прашкевич и Д. Володихин заметили, однако, что в новеллах «Возвращения» отсутствует суровый монументальный «мачизм» Хемингуэя и Дос-Пассоса. Технические подробности и объяснения Стругацкие переносили в значительной части в диалоги.
Текст «Возвращения» существует в трёх вариантах, существенно отличающихся композицией и набором новелл. Публикация была начата в 1961 году в журнале «Урал» под заглавием «Полдень, XXII век: Главы из повести „Возвращение“». Она включала десять новелл: «Перестарок», «Хроника», «Двое с „Таймыра“», «Самодвижущиеся дороги», «Известные люди» (собственно «Возвращение»), «Скатерть-самобранка», «Десантники», «Свидание», «Благоустроенная планета» и «Какими вы будете». Новеллы идут последовательно, причём порядок этой последовательности не воспроизводился в последующих публикациях.

### Издание 1962 года
В 1962 году «Детгизом» была выпущена отдельная книга, перепечатанная в следующем, 1963 году. Это издание носило название «Возвращение (Полдень, 22-й век)», включало 5 глав, по которым были распределены 16 новелл. Оба ранних варианта цикла — «уральский» 1961 года и детгизовский 1962 года — были воспроизведены в полном 33-томном собрании сочинений Стругацких в 2017 году.
Вариант «Урала» в издании 1962 года был дополнен новеллами, повествующими о педагогической системе коммунистического будущего («Злоумышленники» и «Томление духа»), а также новеллами о разных сторонах жизни мира Полдня: Океанской охране — «Моби Дик», кодировании мозга — «Свечи перед пультом», программировании и искусственном интеллекте — «Загадка задней ноги», передовой физике и телепатии — «Естествознание в мире духов».
По мнению В. Кайтоха, «Возвращение» в редакции 1962 года прямо связано с предыдущим сборником «Шесть спичек». Рассказы из этого сборника — «Глубокий поиск» и «Поражение» — вошли в состав «Возвращения» с незначительной правкой; имеются и прямые отсылки к представленным героям и фактам из предыдущих произведений Стругацких. В подавляющем большинстве новелл применён базовый для Стругацких того времени художественный приём — действие вращается вокруг какого-либо технического устройства, изобретения или открытия, тогда как сопровождающий его «человеческий мотив» вводит мотивы человека будущего, его морали и склада ума, общества, в котором он живёт. Иными словами, писатели продолжали работать в производственно-фантастическом жанре, а элементы фантастического мира требовали разъяснений, толкований, описаний. Среди множества сюжетов новелл, вошедших в «Возвращение», присутствуют описания самодвижущихся дорог, позволяющих без спешки и неудобств посетить любое место на планете; сельского хозяйства будущего с разведением генетически модифицированных коров и пастьбой китов в океане. Описан даже суперкомпьютер — Коллектор рассеянной информации («Великий КРИ») — способный реконструировать прошедшие события (в том числе битвы динозавров) по их информационным следам.

### Вариант 1967 года
Переиздавая свою утопию в 1967 году, Стругацкие стремились превратить цикл новелл в роман, поменяв имена и профессии некоторых персонажей, чтобы включить их в основной сюжет. Важнейшим изменением стало добавление предыстории мира Полдня XXI века — новелл «Ночь на Марсе» и «Почти такие же»; всего новелл стало 19. Была изменена и последовательность сюжета: новелла «Свидание» перенесена в конец повествования, а её главным героем стал Поль Гнедых из педагогической линии («Злоумышленники» и «Томление духа»). Были продолжены линии Горбовского («О странствующих и путешествующих») и Атоса-Сидорова, персонажи которых были впервые введены именно в новелле «Злоумышленники». Ухудшение советско-китайских отношений привело к тому, что в новелле «Десантники» (и далее в «Благоустроенной планете») Лю Гуань-чэн получил имя Рю Васэда, а Валькенштейн стал говорить по-японски, а не по-китайски.

#### «Ночь на Марсе»
Самостоятельная новелла об исследователях Марса, которые спешили оказать медицинскую помощь на отдалённой базе: там должен родиться первый человек за пределами Земли. Утопив свой вездеход в каверне с водой — первой водой, найденной на Красной планете, — врачи идут пешком, причём им угрожают хищные представители биосферы Марса — «летающие пиявки». В журнальном издании рассказ именовался «Ночью на Марсе» («Знание — сила», 1960); врачей звали Привалов и Гринцевич, в книжном издании (сборник «Путь на Амальтею») они — Мандель и Новаго. В издании «Пути на Амальтею» рассказ назывался «Ночь в пустыне»; в обоих вариантах семья, в которой должен родиться ребёнок, — Спицыны, то есть это прямая отсылка к повести «Страна багровых туч». В варианте «Полдня» 1967 года на Марсе родился Евгений Маркович Славин — один из главных протагонистов утопии.

#### «Почти такие же»
Самостоятельная новелла о буднях курсантов Высшей школы космоплавания. Опубликована в сборнике «Путь на Амальтею». Изначально это была глава повести «Путь на Амальтею», не вошедшая в окончательный вариант и сильно переделанная. В варианте 1960 года упоминаются китайские реалии: наставник Школы космоплавания носит имя Чэнь Кунь, в 1967 году он стал Тодором Каном. После включения в роман были переименованы персонажи: Коля Ермаков стал Сергеем Кондратьевым, учащийся школы Ван Вэ-мин в романе стал Мамедовым, а мистер Гопкинс (владелец национализированной «Юнайтед рокет констракшн») в новелле носил фамилию Морган.

#### «Загадка задней ноги»
Под названием «Великий КРИ» новелла была опубликована в межавторском сборнике «Золотой лотос» (1961). Юмористический рассказ, повествующий о буднях учёных-программистов, работающих с суперкомпьютером. Заместитель главы исследовательской группы — Пауль Рудак — задаёт машине программу создать непротиворечивую модель семиногого барана, лишённого мозжечка…
При включении новеллы в роман поменялись имена персонажей. Изначально отсутствовал зачин, в котором Славин (ставший в мире будущего журналистом) беседует с Жаном Парнкалой. Пауль Рудак изначально именовался Пабло Руда, таитянка, заведующая фильмотекой, именовалась Энни Кент. Упоминаемая в романе резня в Константинополе (реконструкция КРИ, показанная Славину) в новелле была битвой при Маренго. В издании новеллы было много сносок-примечаний, в которых разъяснялся смысл названий «эффекторная машина», теории больших ошибок, гипотезы гибели динозавров в результате взрыва близкой к Солнечной системе сверхновой и т. д.

#### «Глубокий поиск»
Новелла публиковалась самостоятельно в сборнике «Шесть спичек» (1960) и межавторском сборнике «Глубокий поиск» (1962). Главный персонаж рассказа — океанолог Званцев, в романе с 1967 года он был заменён Кондратьевым, в связи с тем что «Моби Дик» уступил место именно этому рассказу.

#### «Свечи перед пультом»
Как самостоятельная новелла опубликована ленинградским «Детгизом» в сборнике «Янтарная комната» (1961). При включении в издание 1962 года было сделано исправление: Свердловский институт биологического кодирования заменён на Новосибирский. Для издания 1967 года и после замены «Моби Дика» на «Глубокий поиск» новелла была кардинально переработана. В версии 1962 года эта сюжетная линия выглядела следующим образом: океанолог Званцев (впервые упомянутый в «Злоумышленниках») приглашает звездолётчика из прошлого Кондратьева работать в Океанской охране (новелла «Возвращение»). Кондратьев становится командиром звена субмарин, но в свободное время живёт отшельником. В новелле «Моби Дик» в него влюбляется Ирина Егорова (в которую в «Томлении духа» чуть не влюбился Поль Гнедых), переезжает на Дальний Восток и возвращает пришельца из прошлого к полноценной жизни. Званцев в это же время (в «Глубоком поиске») охотится на гигантского кальмара вместе с японкой-стажёром Акико Канда, которая впоследствии становится его женой. В данной новелле Званцев вместе с супругой спешат сообщить некую важную информацию академику Окада, который дожидается смерти и копирования личности на искусственные носители в Институте биокодирования. После редактуры 1967 года Кондратьев заменил Званцева, Акико стала его супругой и были убраны отсылки на охоту на кашалотов.
Версий столь радикальной замены существовало несколько. По мнению С. Бондаренко, авторы, вероятно, пришли к заключению, что два почти идентичных по сюжету рассказа об Океанской охране — слишком много для утопии, в которой каждая новелла отражала какую-то из граней мира коммунизма. Званцев при этом был второстепенным персонажем, тогда как Кондратьев — сквозной главный персонаж. Кроме того, по замечанию Б. Стругацкого в его оффлайн-интервью, соответствующая сюжетная линия была навеяна романом А. Кларка «Большая глубина», и авторам не хотелось, чтобы «сходство переходило в, страшно сказать, плагиат».

#### «О странствующих и путешествующих»
Лирическая зарисовка о Леониде Горбовском в отпуске впервые была опубликована в молодогвардейском сборнике «Фантастика. 1963 год». В состав романа включена в 1967 году. С. Бондаренко отмечала, что редактирование не слишком понятно: Горбовский в рассказе говорит, что здания без окон и дверей астролётчики нашли на планете Леонида, а в романе — на Марсе и Владиславе (которую Горбовский штурмовал в новелле «Десантники»). Между тем, в издании 1967 года сразу после «О странствующих…» следует новелла «Благоустроенная планета» про контакт с цивилизацией Леониды и речь там идёт именно о зданиях без окон и дверей. Б. Н. Стругацкий вспоминал, что рассказ неоднократно менял названия при обсуждении соавторами, при этом ни один из цензоров не обратил внимание, что фраза «О странствующих…» является частью православной молитвы.

#### «Поражение»
Самостоятельная новелла, задуманная А. Н. Стругацким летом 1959 года на сюжет о революционном преобразовании технологии — отныне механизмы и здания можно не строить, а выращивать. Опубликована в журнале «Знание — сила» под названием «Белый конус Алаида» (1959), под тем же названием публиковалась в сборнике «Золотой лотос» (1961), под современным названием вошла в авторский сборник «Шесть спичек». В состав романа рассказ был включён в 1967 году. В процессе переработки менялись имена и названия: романный Михаил Альбертович Сидоров в прочих публикациях был Фёдором Семёновичем Ашмариным, отличался и список планет, которые Десантник-Ашмарин штурмовал. В тексте упоминается СКИБР-система. Убрана встреча Ашмарина с Тацудзо Мисима. В рассказе намного подробнее расписывались технические подробности развития механозародыша — Яйца. Там же упоминались позитронные компьютеры — прямая отсылка к миру будущего Айзека Азимова.

#### «Свидание»
Эта новелла публиковалась только в составе утопии и в издании 1962 года именовалась «Люди, люди…». Содержание её остро психологическое: главный герой-охотник в тумане на чужой планете уничтожил термической пулей неведомое четырёхрукое чудовище, но подозревает, что яркая вспышка была взрывом кислорода, то есть он убил разумное существо в скафандре… Тяжелее всего приходится его другу-врачу, который препарировал останки четверорука и знал правду с самого начала.
При подготовке к изданию 1967 года поменялось место рассказа в структуре романа, а также были радикально переименованы персонажи. Врач Вильгельм Эрмлер стал Александром Костылиным (Сашкой-Лином из «Злоумышленников» и «Томления духа»), охотник Игорь Харин — Полем Гнедых. Охотник в издании 1962 года возвращался с планеты Пандора, в 1967 — с Яйлы. Родиной белоглазого чудовища стала Владислава, а не Венера.

#### Архивные материалы
Новелла «Скатерть-самобранка» (юмористическая история, в которой служба доставки перепутала у соседей кибернетическую кухню и стиральную машину) публиковалась только в составе романа, но существовала и в форме самостоятельного рассказа, два варианта которого сохранились в архиве. Персонажи там носят абстрактные имена: Физик, Литературовед и его жена, упоминаемая также как «Танечка». При переиздании цикла в 1975 году в одном сборнике с повестью «Малыш» пришлось, чтобы уложиться в объём публикации, «Скатерть-самобранку» удалить.
В 2016 году в антологии «Мир Стругацких. Полдень и Полночь» увидел свет архивный рассказ «Погружение у рифа Октопус», написанный, вероятно, на рубеже 1959—1960 года. В этом тексте упоминались многие реалии и персонажи, присутствующие в рассказах сборников «Шесть спичек» и «Возвращение»: упоминался Костылин, океанолог Званцев, астероид Бамберга (занявший существенное место в сюжете будущих «Стажёров») и термин «оверсан» («Путь на Амальтею»). По мнению Г. Панченко, антураж этой новеллы примерно соответствовал написанным тогда же «Ночи на Марсе» и «Почти таким же». Он же считал, что рассказ «не пошёл в дело» по целому ряду причин, в том числе потому, что авторы не пожелали переотягощать цикл «океанскими» главами. Однако тема рифа Октопус в рабочем дневнике и переписке Стругацких поднималась неоднократно и впоследствии.

## Последние рассказы

### Архивные тексты
По словам Бориса Стругацкого, примерно к 1962—1963 годам соавторы осознали, что им не нравится писать рассказы, но они по инерции продолжали это делать. Текстов малого жанра стало значительно меньше, ни один из них не был опубликован оперативно.
В архиве сохранились и другие материалы: например, единственный нефантастический рассказ «Год тридцать седьмой», написанный Б. Н. Стругацким в 1960 году и набело перепечатанный в 1966-м; содержание исчерпывающе характеризуется заглавием. Однако на фоне произведений А. Солженицына, В. Шаламова и Ю. Домбровского вещь казалась авторам незрелой, и они не пытались её опубликовать. Сохранились и созданные «для себя» юморески и «бытовые пьески», последние были написаны А. Н. Стругацким в 1960 году для домашней стенгазеты. По замечанию С. Бондаренко, стиль речи, там использованный, впоследствии был задействован авторами в «Улитке на склоне». Юмореска «Мыслит ли человек?», своего рода пародия на творчество И. Варшавского с явным влиянием Р. Шекли и С. Лема, была написана Б. Н. Стругацким на одном из заседаний Союза писателей в 1963 или 1964 году. В сентябре 1963 года, отдыхая в местечке Рыбколхоз в Крыму, Стругацкие написали юмореску «Адарвинизм», которую Борис Натанович признавал единственной записью, довольно точно иллюстрирующей манеру работы соавторов. Все перечисленные произведения впервые увидели свет в 2001 году в собрании сочинений издательства «Сталкер».
В папке с новеллами сохранился также юмористический рассказ «Машина времени (почти по Г. Дж. Уэллсу)», не публиковавшийся отдельно, но использованный в третьей части повести «Понедельник начинается в субботу» (путешествие Привалова по описываемому будущему) в дополненном виде. Окончание рассказа — с предложением посетить описываемое настоящее — авторы перенесли далее по тексту. Герои именовались Путешественником по Времени, Читателем и Философом (Филей). Первоначальный текст был опубликован во втором выпуске серии «Неизвестные Стругацкие» в 2006 году.

### «Дорожный знак»
Около 1962 года был написан рассказ «Дорожный знак», который в следующем году Стругацкие использовали в качестве пролога повести «Трудно быть богом». По первоначальной рукописи рассказ впервые опубликован в 2017 году в составе 33-томного полного собрания сочинений. Тема рассказа почти не отличалась от темы пролога, за исключением названий: герои-ребята играют в земных пиратов, вместо «сайвы» упоминается сельва, нет Арканара, а вместо ируканских пиратов — голландские. Также не существовало обращения «благородный дон»; все имена, упоминаемые в рассказе, взяты из приключенческой литературы: вместо маршала Тоца Генрих Наваррский, Джон Гопкинс вместо Араты, Себастьян Перейра вместо Бона Саранчи, и так далее. Примечательно, что главные герои играли в Румату Освободителя, но в составе повести он был заменён на Гексу Ируканского.

### «Первые люди на первом плоту»
Изначально рассказ назывался «Дикие викинги» и был написан, по свидетельству Бориса Стругацкого, в 1963 году. В архиве авторов и в переписке сведений о нём не осталось. Это противоречит приводимому здесь же свидетельству из рабочего дневника Аркадия Стругацкого:

26 декабря <1963> вернулся из Л-да. Написали «Суету вокруг дивана», «К вопросу о циклотации», «Первые люди на первом плоту», «Бедные злые люди»…

Рассказ, написанный в сугубо реалистической манере, повествовал о том, как охотник Олег Марков неожиданно столкнулся с какими-то дикарями, которые, однако, при всей примитивности их ладьи и оружия, умели перемещаться через пространство. При переписывании набело, в начале 1964 года появилось существующее название — строка из поэмы Н. С. Гумилёва «Капитаны». Рассказ так и не был опубликован, а в 1968 году пошёл в ленинградский детский журнал «Костёр» как первая глава коллективной повести-буриме «Летающие кочевники». Впервые переиздан в 1990 году в альманахе «Гея», в 1993 году включён в собрание сочинений издательства «Текст» и многократно переиздавался.

### «К вопросу о циклотации»
Рассказ, который, по свидетельству Бориса Стругацкого, написан в самом конце 1963 года, в следующем году был отправлен в редакцию «Уральского следопыта» и утерян. К моменту написания и издания «Комментария к пройденному» (2001—2003) считался утраченным, однако в коллекции Бориса Заикина сохранилась копия рукописи. Сюжет рассказа таков: экспедиция из большого города ищет в горах место для установки нового крупного телескопа. Внезапно к одному из участников приходит незнакомец, представляющийся фокусником. После небольшого разговора, однако, незнакомец неожиданно теряет самообладание и рассказывает, что является учёным неназванной сверхцивилизации и что происхождение жизни на Земле (в том числе разумной) — непредвиденное последствие научного эксперимента. Гораздо хуже то, что жизнь и в первую очередь — человечество обречены на быстрое вымирание… В 2008 году рассказ опубликован в альманахе Бориса Стругацкого «Полдень, XXI век»; переиздавался он в 2011, 2017 и 2018 годах, в том числе в полном собрании сочинений в 33 томах. В 2010 году был переведён на болгарский язык.

### «Бедные злые люди»
Последний рассказ Стругацких. Написан в 1963 году под названием «Молитва», которое затем изменено на «Трудно быть богом». Этими же словами он и заканчивался в первоначальном варианте. Название авторы быстро использовали для повести, а рассказ остался в архиве вплоть до 1991 года, когда был опубликован в газете «Кузнецкий рабочий» (Новокузнецк). С тех пор неоднократно переиздавался в собраниях сочинений и сборниках, был переведён на испанский и польский языки.
Сюжет рассказа таков: свергнутый царь неизвестного государства на другой планете после неудачного покушения на свою жизнь укрывается в храме местного бога. Там он, молясь, вспоминает об отце, царе Простяге, в правление которого пришли с небес ангелы. Ангелы помогали Простяге в правлении, отгоняли кочевников, сохраняли здоровье и молодость правителю. Однако ангелы гибнут (один убит «дядюшкой Батом», впоследствии совершившим покушение на главного героя рассказа), унеся с собой все свои секреты; вскоре убит и Простяга. Царь, понимая, что речь идёт не о правлении, а о собственной жизни, молит бога перед его алтарём о спасении. Земляне, следящие за сценой в качестве «бога», медлят отвечать…
По мнению библиографа и писателя Л. Филиппова, не опубликованный после написания рассказ оказался прорывом к новому этапу творчества Стругацких. Оказалась слишком краткой форма, поскольку рассказчик попросту не успевает выписать историческую канву и декорации. В финале рассказа в готовом виде представлена основная идея будущей повести «Трудно быть богом»:

На экране сквозь искры помех чёрным уродливым пятном расплылся человек, прижавшийся к полу.

— Когда я думаю, — снова заговорил Толя, — что, не будь его, Аллан и Дерек остались бы живы, мне хочется сделать что-то такое, чего я никогда не хотел делать.

Эрнст пожал плечами и отошел к столу.

— И я всегда думаю, — продолжал Толя, — почему Дерек не стрелял? Он мог бы перебить всех…

— Он не мог, — сказал Эрнст.

— Почему не мог?

— Ты пробовал когда-нибудь стрелять в человека?

Толя сморщился, но ничего не сказал.

— В том-то и дело, — сказал Эрнст. — Попробуй хоть представить. Это почти так же противно.

Из репродуктора донесся жалобный вой. «ПОМОГИ ПОМОГИ Я БОЮСЬ ПОМОГИ…» — печатал автомат-переводчик.

— Бедные злые люди… — сказал Толя.